# Qūljoq
Qūljoq (persiska: قولجق) är en ort i Iran.   Den ligger i provinsen Khorasan, i den nordöstra delen av landet, 700 km öster om huvudstaden Teheran. Qūljoq ligger 956 meter över havet och antalet invånare är 161.
Terrängen runt Qūljoq är huvudsakligen kuperad, men västerut är den bergig.Runt Qūljoq är det ganska glesbefolkat, med 28 invånare per kvadratkilometer. Närmaste större samhälle är Chāpeshlū, 9,0 km nordost om Qūljoq. Omgivningarna runt Qūljoq är i huvudsak ett öppet busklandskap.